# هرمان پرنشتاینر
هرمان پرنشتاینر (آلمانی: Hermann Pernsteiner؛ زادهٔ ۸ ژوئیهٔ ۱۹۹۰ ‏(۳۴ سال)) دوچرخه‌سوار اهل اتریش است.
از باشگاه‌هایی که در آن رکاب زده‌است می‌توان به تیم دوچرخه‌سواری بحرین–مریدا اشاره کرد.